# Carcelia rubrella
Carcelia rubrella là một loài ruồi trong họ Tachinidae.